# Action (магазин)
Action — нідерландська міжнародна мережа дискаунтерів, яка займається продажем непродовольчих товарів. Наразі Action діє в Нідерландах (від 2005 р.), Бельгії (від 2005 р.), Німеччині (від 2009 р.), Франції (від 2012 р.), Люксембурзі (від 2015 р.), Австрії (від 2015 р.), Польщі (від 2017 р.), Італії (від 2021 р.), Чехії (від. 2021 р.) та Іспанії (від 2022 р.). Має понад 2000 магазинів по всій Європі та понад 63 000 співробітників (станом на січень 2022).

## Історія
Action заснували Джерард Дін та Роб Вейджмейкер, до яких пізніше приєднався Борис Дін. Перший магазин відкрився в 1993 році в Нідерландах, у місті Енкгуйзені. У 2002 році вони мали 94 магазини; у 2005 році відкрився перший магазин у Бельгії, у Райкеворселі; 2009 року перший магазин з'явився в Німеччині. У 2012 році компанія мала 300 магазинів та відкрила свій перший магазин у Франції. У 2014 році Action відкрив свій 500-й магазин.